# Dactylagnus mundus
Dactylagnus mundus är en fiskart som beskrevs av Gill, 1863. Dactylagnus mundus ingår i släktet Dactylagnus och familjen Dactyloscopidae. IUCN kategoriserar arten globalt som livskraftig. Inga underarter finns listade i Catalogue of Life.